# Почесний донор СРСР

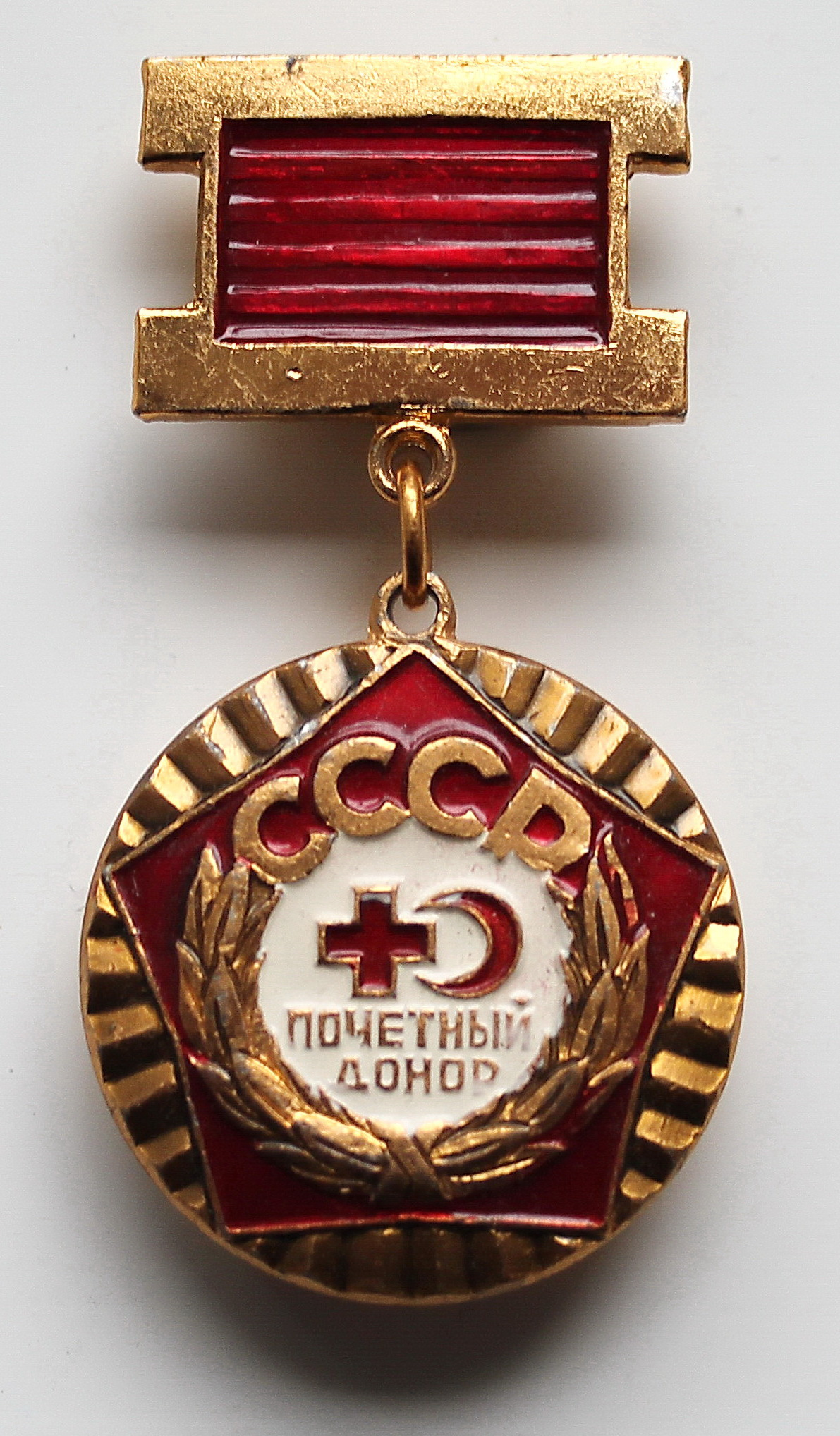
Почесний донор СРСР

Почесний донор СРСР (рос. Почётный донор СССР) — почесне звання у Радянському Союзі, яким нагороджували найбільш активних донорів держави із врученням їм нагрудного знака «Почесний донор СРСР».
Нагрудним знаком «Почесний донор СРСР» нагороджували громадян, які безоплатно 40 і більше разів здавали кров і активно залучали населення до лав донорів. До нього додавалося номерне посвідчення Почесного донора СРСР. У посвідченні не було фотографії та особистого підпису його власника. В ньому вказувалися прізвище, ім'я та по батькові та підстава, а саме: постанова Президії Виконкому Союзу товариств Червоного Хреста і Червоного Півмісяця СРСР з номером відповідного протоколу та датою і підписом Голови Виконкому Союзу товариств Червоного Хреста і Червоного Півмісяця СРСР.

## З Положення про звання «Почесний донор СРСР»
Відповідно до Положення про роботу органів та закладів охорони здоров'я, комітетів і організацій Товариств Червоного Хреста і Червоного Півмісяця СРСР по залученню населення до лав донорів, затвердженим у листопаді 1983 року, донори, нагороджені нагрудним знаком «Почесний донор СРСР», мають право на першочергове обслуговування в амбулаторно-поліклінічних установах і на позачергову госпіталізацію, позачергове виготовлення і ремонт зубних протезів (за винятком протезів з дорогоцінних металів), а також на забезпечення в установленому порядку протезами та протезно-ортопедичними виробами.
При розподілі серед робітників, службовців, учнів путівок в будинки відпочинку чи санаторії, за інших рівних умов, путівки в першу чергу виділяються донорам, що систематично здають кров. Надання відпусток в літній час донорам, в тому числі і Почесним донорам СРСР, провадиться в установленому порядку. Адміністрація підприємств, установ, організацій зобов'язана безперешкодно відпускати робітників і службовців в заклади охорони здоров'я в день обстеження і в день здавання крові та зберігати за ними середній заробіток за ці дні; надавати робітникам і службовцям безпосередньо після кожного дня здавання крові день відпочинку зі збереженням середнього заробітку; приєднувати за бажанням донора цей день до його щорічної відпустки.
Перед взяттям крові донор за встановленими нормами отримує безкоштовний сніданок, а після взяття крові − обід. Відповідно до «Інструкції з медичного огляду донорів крові», затвердженою МОЗ СРСР 10 жовтня 1978 року, доза крові, яку здає донор, визначається тільки лікарем, що проводить медичний огляд донора, і ґрунтується на добровільній згоді донора.
Разова доза здачі крові не перевищує 450 мілілітрів, без урахування крові, використовуваної для аналізу (до 40 мілілітрів).
У донорів, що здають кров вперше, а також у донорів віком до 20 років або старше 55 років, зазвичай береться не більше 300 мілілітрів крові (без урахування обсягу крові, взятої для аналізу).

## Про надбавку до пенсії
Згідно із постановою Верховної Ради України від 23.06.1995 № 240/95-ВР «Про введення в дію Закону України „Про донорство крові та її компонентів“» пільги, передбачені цим Законом для осіб, які мають статус почесного донора України, поширюються також на громадян, нагороджених нагрудним знаком «Почесний донор СРСР».
Для встановлення надбавки відповідно до зазначеного Закону приймається завірена в установленому порядку копія посвідчення «Почесний донор України» чи «Почесний донор СРСР».
Відповідно до статті 13 цього Закону почесні донори України мають право на надбавку до пенсії в розмірі 10 відсотків від затвердженого прожиткового мінімуму на одну особу в розрахунку на місяць (лише з моменту звернення з цього приводу до місцевих органів Пенсійного фонду України).